# San Marino (oraș)
San Marino (în italiană Città di San Marino) este capitala micii republici San Marino, aflată în Peninsula Italică, lângă Marea Adriatică.

## Patrimoniu mondial UNESCO

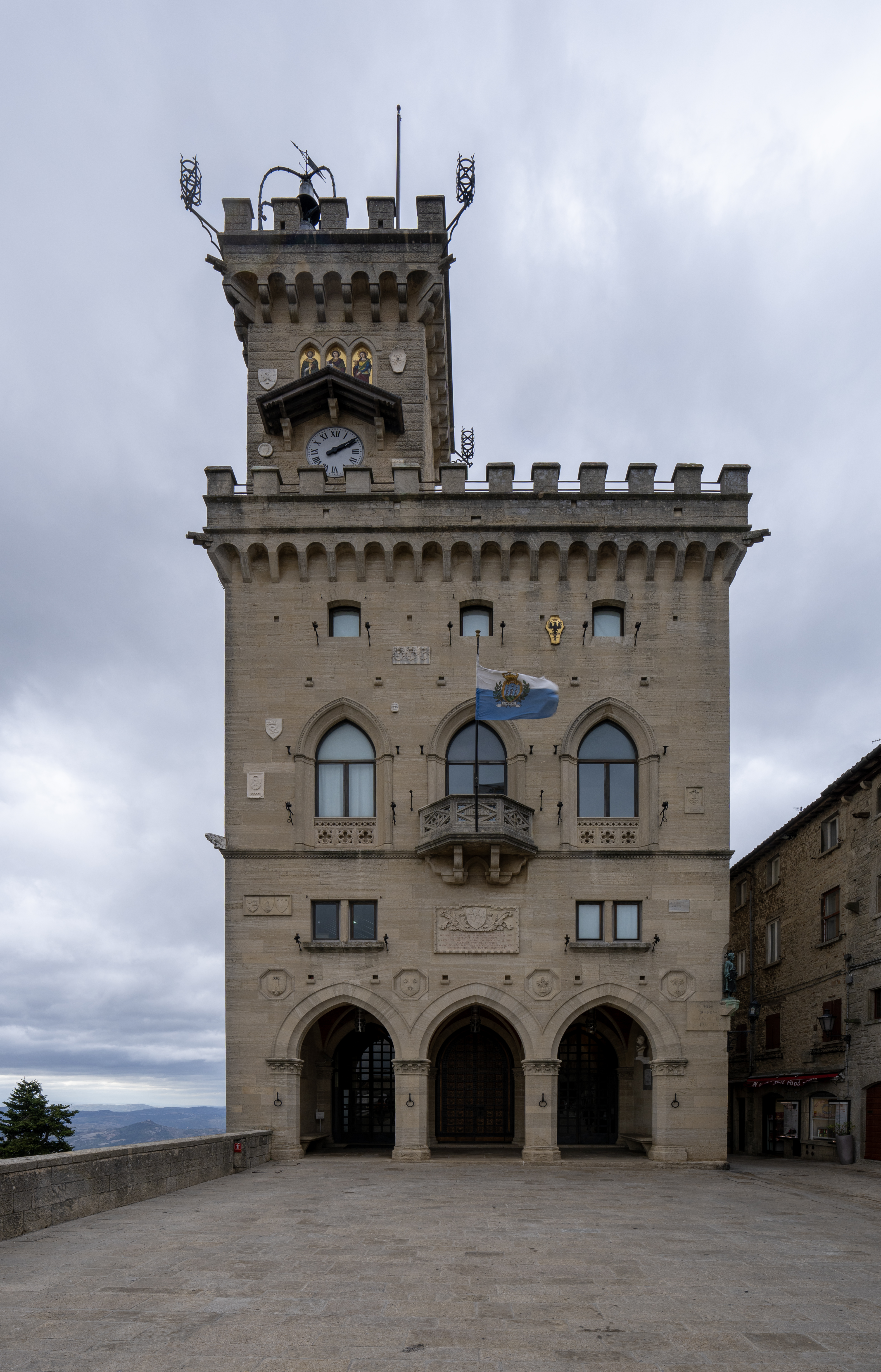
Sediul guvernului din San Marino

Centrul vechi istoric din orașul San Marino și Monte Titano au fost înscrise în anul 2008 pe lista patrimoniului cultural mondial UNESCO.

## Monumente
- Bazilica Sfântului Marin, patronul orașului